# Steppenschuppentier
Das Steppenschuppentier (Smutsia temminckii, teilweise auch Manis temminckii) ist eine Säugetierart aus der Familie der Schuppentiere (Manidae). Es kommt im östlichen und südlichen Afrika vor, sein Verbreitungsgebiet ist das größte aller afrikanischen Schuppentiere. Die Tiere leben einzelgängerisch und sind Bodenbewohner, die sich sowohl vierfüßig als auch nur auf den Hinterbeinen laufend fortbewegen können. Sie sind starke Ernährungsspezialisten, deren Nahrung nur aus staatenbildenden Insekten wie Ameisen und Termiten besteht. Der Körper ist kräftig gebaut, doch im Gegensatz zu anderen bodenlebenden Schuppentieren ist das Steppenschuppentier kein guter Gräber. Zur Ruhe zieht er sich daher meist in Baue anderer Tiere zurück. Die Schuppentierart wird stark bejagt, teils zur Fleischgewinnung, teils aber auch zur Nutzung bei lokalen medizinischen Bräuchen. Einen weiteren großen Einfluss auf die Populationen haben Elektrozäune, die zum Schutz von privaten Wildtierfarmen oder von Weidetieren aufgestellt werden. Aufgrund des Bestandsrückganges gilt das Steppenschuppentier als gefährdet. Die Erstbeschreibung erfolgte im Jahr 1832.

## Merkmale

### Habitus

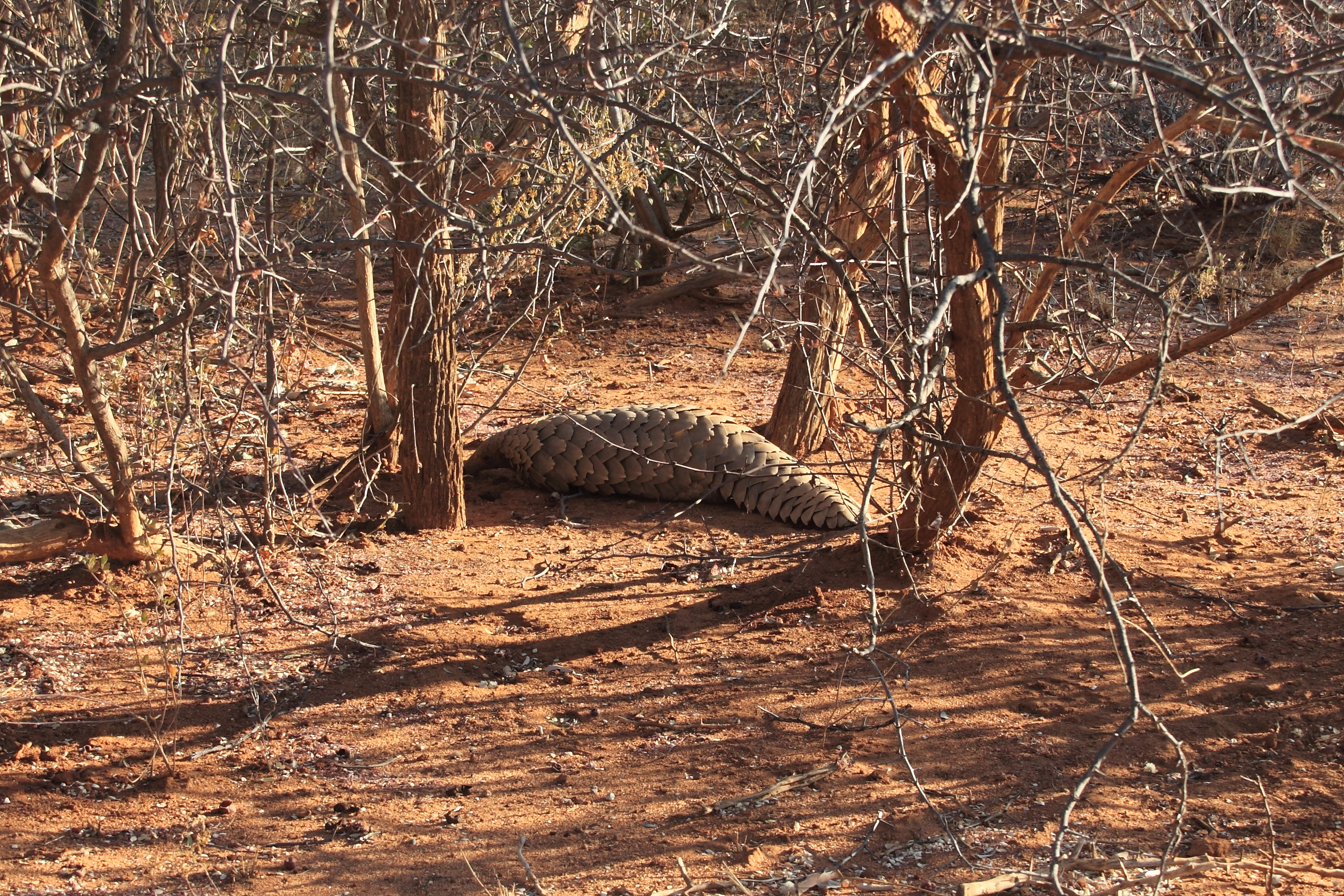
Steppenschuppentier am Waterberg

Das Steppenschuppentier ist ein mittelgroßer, stämmiger und stromlinienförmig gebauter Vertreter der Schuppentiere. Es erreicht eine Kopf-Rumpf-Länge von rund 30 bis 67 cm, der Schwanz wird mit 37 bis 59 cm annähernd gleich lang wie der restliche Körper. Das Gewicht beträgt 3 bis 17 kg, selten werden mehr als 20 kg erreicht. Eine Untersuchung einer freilebenden Population im Nordwesten von Simbabwe ergab für insgesamt zehn Steppenschuppentiere eine Gesamtlänge von 59 bis 140 cm und ein Gewicht variierend von 3,0 bis 15,8 kg. Ähnliche Untersuchungen an Tieren im Transvaal führten zu Gesamtlängen von 60 bis 129 cm und einem Gewicht von 2,4 bis 13,2 kg, wobei ausgewachsene Tiere wenigstens 89 cm maßen und 4,7 kg wogen. Der Sexualdimorphismus ist relativ deutlich ausgeprägt und männliche Tiere werden fast doppelt so schwer wie weibliche. Wie alle Schuppentiere besitzt auch das Steppenschuppentier einen charakteristischen Schuppenpanzer, der die Oberseite des Kopfes, den Rücken und die Flanken, die Außenseiten der Gliedmaßen und den Schwanz bedeckt. Die Schuppen sind massiv gestaltet und meist breiter als lang, wobei sie am Rumpf nach hinten an Größe zunehmen. Sie besitzen drei nach hinten weisende Spitzen, mit Ausnahme der Hinterbeine, wo die Spitzen nach unten zeigen und eine von der Basis zu den Spitzen von dunkelbraun in gelbgrau übergehende Färbung. Am Körper sind die Schuppen in 11 bis 13 querverlaufenden Reihen angeordnet. Eine längs über den Rücken ziehende Schuppenreihe bricht etwa auf der Hälfte des Schwanzes ab und wird durch eine Doppelreihe ersetzt. An den Seiten des Schwanzes befinden sich noch einmal jeweils 11 bis 13 Schuppen. Die Schwanzspitze ist abweichend von den baumbewohnenden Schuppentieren vollständig beschuppt. Die ungeschützte Haut zeigt am Bauch eine braune Färbung, sie ist mit ebenfalls braunen, sehr kurzen Haaren bedeckt. Andere unbeschuppte Körperstellen sind nur spärlich behaart.
Der Kopf besitzt eine konische Form und geht übergangslos in den Körper über, so dass kein sichtbarer Nacken ausgebildet ist. Die Schnauze ist dünner und kürzer als beim verwandten Riesenschuppentier (Smutsia gigantea). Die Nase weist meist die gleiche Hautfarbe wie der übrige Körper auf, kann manchmal aber auch dunkler sein. Die Augen sind klein und zeigen eine dunkle Iris, sie werden von dicken Augenlidern umgeben. Die Ohröffnung ist groß und häufig mit weichem Haar bedeckt, verdickte Hautwülste sind nicht ausgebildet. Vorder- und Hinterbeine haben einen massigen Bau und sind sehr kurz, wobei die vorderen nur rund 60 % der Länge der hinteren aufweisen, was möglicherweise mit dem häufigen Aufrichten auf die Hinterbeine und der geringer ausgeprägten grabenden Lebensweise zusammenhängt. Alle Gliedmaßen enden jeweils in fünf Zehen, die kräftige Krallen tragen. Die Krallen der drei mittleren Zehen der Vorderfüße erreichen dabei 5 bis 6 cm Länge, die der inneren und äußeren Zehen sind mit 3 cm nur halb so lang. An den Hinterfüßen werden die Krallen insgesamt deutlich kürzer und sind nur wenig gebogen. Die Hinterfußlänge variiert zwischen 5,2 und 7,0 cm.

### Schädel- und Skelettmerkmale

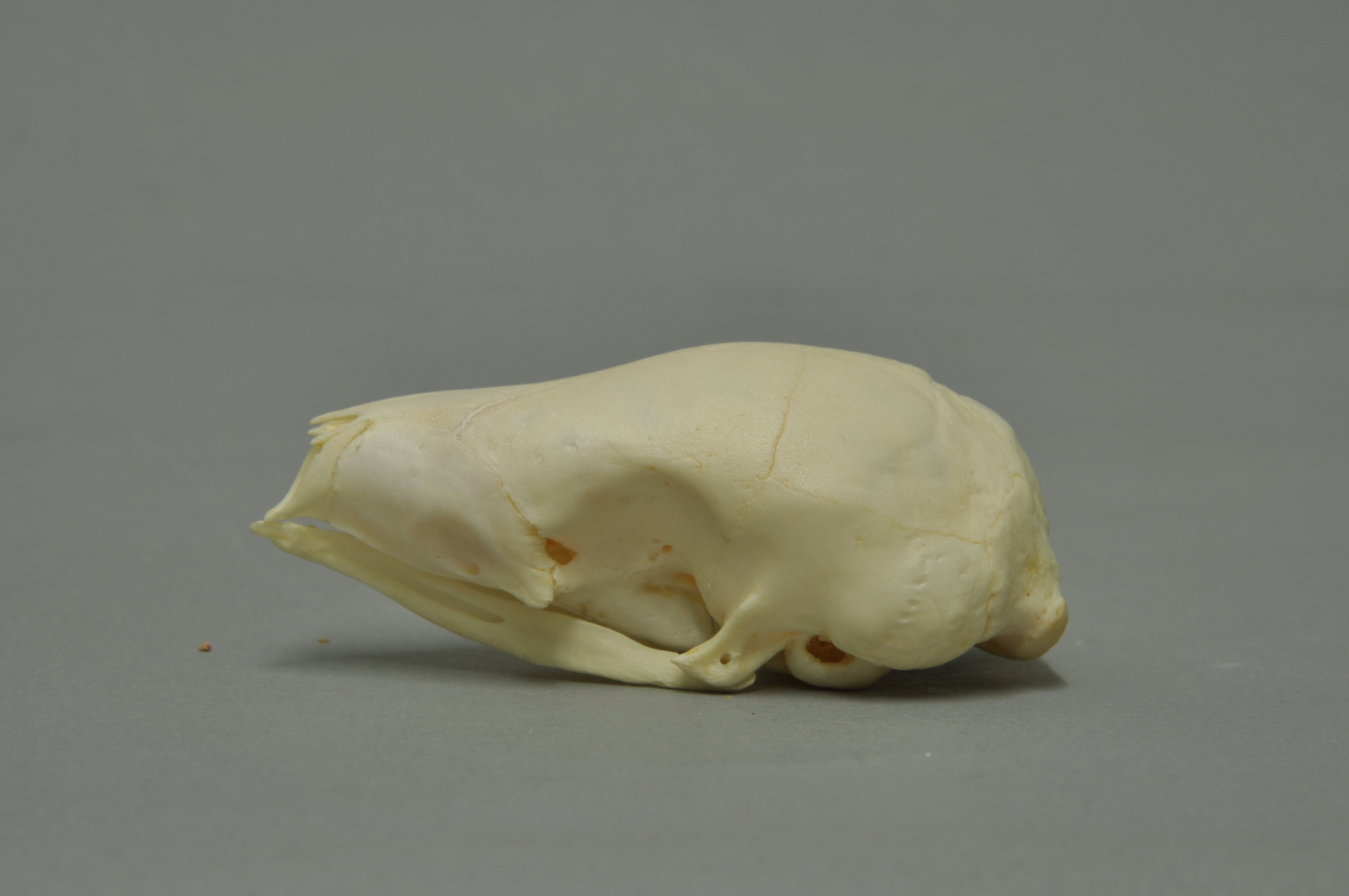
Schädel eines Steppenschuppentiers

Der Schädel erreicht eine Länge von 7,5 bis 9 cm und ist birnenförmig gestaltet. Das Nasenbein und das Stirnbein sind relativ lang, letzteres übertrifft das Scheitelbein. Der Unterkiefer stellt einen spangenartigen Knochen dar und besitzt keinen Gelenkfortsatz. Die Wirbelsäule setzt sich aus 7 Hals-, 12 Brust-, 5 Lenden-, 3 Kreuzbein- und 21 Kreuzbeinwirbeln zusammen, insgesamt sind so 48 Wirbel ausgebildet. Im Vergleich zu anderen Schuppentieren weist das Becken eine im Vergleich deutlich vertikalere Orientierung auf, der Hüfthöcker (Tuber coxae) ist zudem massiver. Dies geht darauf zurück, dass das Gewicht beim Steppenschuppentier stärker von den Hinterbeinen getragen wird, etwa beim zweifüßigen Gang.

## Verbreitung und Lebensraum

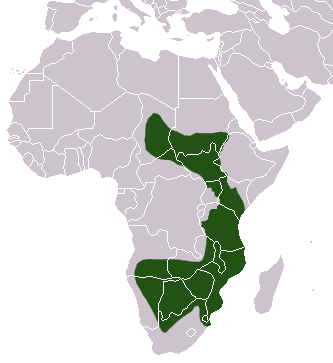
Verbreitungsgebiet (grün) des Steppenschuppentiers

Das Verbreitungsgebiet des Steppenschuppentiers erstreckt sich vom östlichen Tschad, dem Norden der Zentralafrikanischen Republik, dem Süden des Sudan und dem äußersten Westen Äthiopiens über den größten Teil Ostafrikas nach Süden bis zum nördlichen Südafrika und von dort nach Westen bis Namibia und dem zentralen Angola. Ein teilweise angenommenes Vorkommen in Somalia ist eher unwahrscheinlich. Es ist die am weitesten verbreitete Schuppentierart in Afrika. Der Lebensraum umfasst verschiedene Landschaftstypen von buschbestandenen Grasländern und Savannen mit häufig dichter Untergrundvegetation sowie Jahresniederschlägen zwischen 250 und 1400 mm. Des Weiteren bewohnt das Steppenschuppentier auch offene Wälder, die mit Brachystegia- oder Julbernardia-Gewächsen durchsetzt sind (Miombo) oder aber sich aus Colophospermum mopane-Pflanzengesellschaften zusammensetzen. Ebenso ist es in Überflutungsgebieten, in felsigem Gelände oder landwirtschaftlich genutzten Flächen anzutreffen, jedoch nicht in extrem trockenen Wüsten und in dichten Wäldern mit hohen Niederschlägen. In letzteren wird es vom verwandten Riesenschuppentier (Smutsia gigantea) ersetzt. Das Steppenschuppentier bewohnt überwiegend Tiefländer, ist aber bei genügend Nahrungs- und Wasserangebot auch bis in Höhenlagen von 1700 m nachgewiesen. Insgesamt ist das Steppenschuppentier jedoch relativ selten. Die Populationsdichte im Kruger-Nationalpark wird auf 0,24 Individuen je Quadratkilometer geschätzt, im Nordwesten Simbabwes auf 0,15 Individuen je Quadratkilometer. In den eher trockenen Gebieten der Kalahari am südwestlichen Rand des Verbreitungsgebietes beträgt die angenommene Individuendichte zwischen 0,23 und 0,31 je Quadratkilometer.

## Lebensweise

### Territorialverhalten

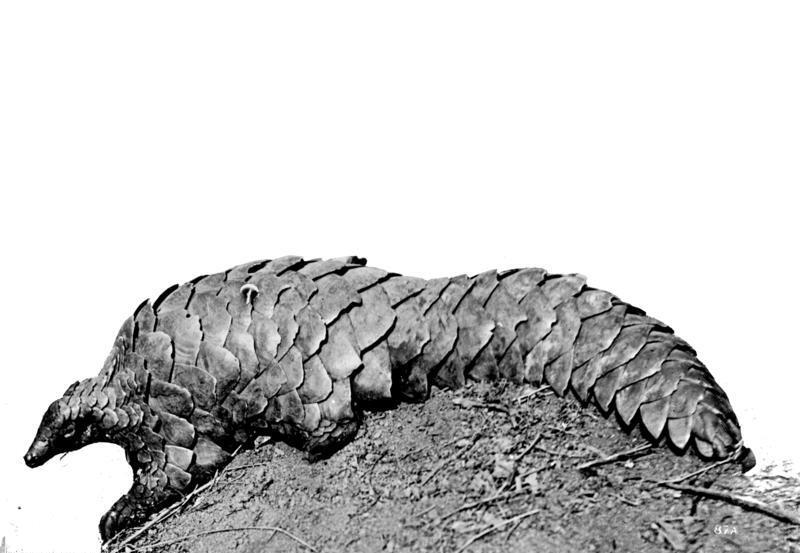
Steppenschuppentier

Das Steppenschuppentier lebt einzelgängerisch und ist weitgehend nachtaktiv. Seine Hauptaktivitätszeiten liegen zwischen 18:30 und 24:00 Uhr, Jungtiere sind meist früher aktiv und beginnen schon um 14:30 Uhr. Untersuchungen von Tieren aus dem Nordwesten Simbabwes zufolge verbringen sie fast zwei Drittel ihrer Aktivitätszeit mit Laufen und Nahrungssuche, der Rest entfällt auf Fressen, Graben und Ruhen. Tiere, die ihre Aktivitäten schon bei Tage beginnen, verwenden nur knapp die Hälfte ihrer Zeit mit der Nahrungssuche. Hauptsächlich ist das Steppenschuppentier am Boden anzutreffen. Dort läuft es zumeist vierfüßig, indem es sich auf die Außenkanten der Vorderbeine stützt, um die scharfen Grabkrallen nicht abzunutzen. Der Kopf schwingt beim Laufen beständig hin und her und der Schwanz berührt den Boden. Zudem ist das Steppenschuppentier befähigt, sich auch nur auf den Hinterbeinen fortzubewegen. Dabei dient der kräftige Schwanz als Gegengewicht für den Kopf und den Körper. Der Schwanz wird auch beim Klettern eingesetzt, wenn ein Tier beispielsweise Hindernisse überwinden muss. Darüber hinaus ist das Steppenschuppentier ein guter Schwimmer.
Die einzelnen Tiere nutzen Aktionsräume, in denen sie sich über einen längeren Zeitraum von bis zu mehreren Jahren aufhalten. Die Aktionsräume besitzen in Nordwest-Simbabwe eine Größe von 10,35 bis 11,07 km² bei männlichen Individuen und 5,65 bis 7,49 km² bei weiblichen. Jüngere Tiere haben in der Regel kleinere Reviere, die teilweise nur die Hälfte der Fläche oder weniger als die der älteren einnehmen. Im Kruger-Nationalpark variiert die Größe der Aktionsräume bei Männchen zwischen 9,28 und 22,98 km², die der Weibchen zwischen 0,65 und 6,66 km². In der eher trockenen Kalahari-Region sind die Unterschiede der Reviergrößen zwischen den Geschlechtern nicht ganz so ausgeprägt, das größte hier beobachtete Territorium eines Männchen betrug 11,91, das eines Weibchen 13,76 km². Die Aktionsräume sowohl der männlichen als auch der weiblichen Tiere können sich überschneiden. Die Streifgebiete werden mit Urin markiert, wobei die Tiere den Boden vorher mit ihren Krallen auflockern. Nach dem Urinieren rollen sie sich mit ihrem Körper in dem aufgelockerten Boden und verbreiten so die Duftmarken, wenn sie durch die dichte Untergrundvegetation wandern. Männchen urinieren manchmal auch direkt gegen Bäume, Felsen oder den Eingang von Bauen und markieren so ihr Gebiet. Dadurch erfolgt die hauptsächliche Kommunikation mit Artgenossen über den hervorragend ausgebildeten Geruchssinn. Echte Territorialität liegt aber nicht vor, da die einzelnen Individuen ihre Gebiete nicht aktiv verteidigen. Kommt es dennoch zu Kämpfen, können diese mitunter mehrere Stunden dauern und werden mit Armschlägen ausgeführt. Junge Tiere, die ihre Mutter verlassen haben, besitzen häufig noch kein eigenes Streifgebiet und ziehen umher. Dabei können sie mehrere Dutzend Kilometer in wenigen Tagen zurücklegen.
In den Aktionsräumen verteilt befinden sich mehrere Erdbaue als Unterschlupf. Die Dichte liegt bei Männchen bei durchschnittlich 3 je Quadratkilometer, bei Weibchen ist sie mit 9,6 je Quadratkilometer gut dreimal so hoch. Dabei gräbt das Steppenschuppentier nur selten einen eigenen Bau, häufig nutzt es verlassene Unterschlüpfe, die von Erdferkeln oder Springhasen angelegt wurden. In der Kalahari stellen Baue von Erdferkeln fast 70 % der Unterschlüpfe des Steppenschuppentiers. Weiterhin nutzt ein Tier auch Felsüberhänge oder Termitennester. Ein untersuchter Bau besaß einen Eingang von 20 bis 25 cm Durchmesser, dem ein Tunnel von 3 bis 5 m Länge folgte, wobei dessen Ende etwa 1 m unterhalb der Erdoberfläche lag. Die Baue werden von männlichen Tieren in bis zu 16 aufeinanderfolgenden Tagen benutzt, bei Weibchen sind es sogar bis zu 75 Tage, bevor sie den Bau wechseln. Gelegentlich kehrt ein Tier nach einer gewissen Zeit auch zu einem bereits vorher genutzten Bau zurück.

### Ernährung
Die Nahrung des Steppenschuppentiers besteht vorwiegend aus staatenbildenden Insekten wie Ameisen und Termiten, es ist dadurch strikt myrmecophag. Je nach Region sind die Tiere sehr wählerisch bei der Nahrungsaufnahme. In feuchteren Regionen wie im Transvaal ergaben Untersuchungen 16 bevorzugte Ameisen- und Termitenarten, im Krüger-Nationalpark 20, von denen die meisten Individuengrößen von wenigstens 5 mm aufweisen, und im Nordwesten Simbabwes 9. Dem gegenüber erbeutet das Steppenschuppentier in der trockenen Kalahari nur insgesamt 5 Ameisen- und Termitenarten. Zu den häufig verzehrten Ameisen gehören unter anderem Vertreter der Gattungen Anoplolepis, Polyrhachis, Camponotus, Crematogaster oder Myrmicaria. Termiten werden durch Gattungen wie Hodotermes, Odontotermes oder Trinervitermes repräsentiert. Untergeordnet spielen auch Mistkäfer eine Rolle. Im Krüger-Nationalpark stellen Ameisen mit 96,7 % den weitaus größten Anteil in der Nahrung, unter diesen dominiert wiederum Anoplolepis mit 77 %. Allerdings gibt es Variationen während der Jahreszeiten, sodass das Steppenschuppentier im Winter zumeist Anoplolepis-Vertreter frisst, im Sommer aber verstärkt auch solche von Polyrhachis. Vielfach werden nur die Larven und Eier vertilgt, seltener ausgewachsene Individuen.
Die Nahrung suchen die Tiere überwiegend opportunistisch am Boden, den Kopf dicht über der Erdoberfläche haltend. Abhängig von der Region stöbert das Steppenschuppentier auch an Baumstümpfen oder in Gebüschen nach Nahrung. Bei der Nahrungssuche wird der hervorragende Geruchssinn eingesetzt. Die Intensität des Schnüffelns erhöht sich, sobald Beute geortet wurde. Meist beginnt das Steppenschuppentier dann auch nach unterirdischen Insektengängen zu graben, wobei die Tiefe der Löcher nur zwischen 4 und 7 cm liegt. Da es kein so guter Gräber wie das Riesenschuppentier oder das Erdferkel ist, sind tiefer im Erdreich gelegene Insektenbaue für die Tiere nicht erreichbar. Die Baue der Ameisen und Termiten öffnen sie seltener als andere Schuppentiere, was dann mit den großen Grabkrallen der Vorderfüße geschieht. Besonders harte Insektenbaue, wie etwa die von Macrotermes, meidet das Steppenschuppentier. Häufig frisst es die Insekten direkt vor aktiven Eingängen in die Baue und wenn der Nahrungsstrom dort nachlässt, bricht das Tier ein neues Loch auf. Die Nahrungsaufnahme erfolgt mit der langen, klebrigen Zunge, die 20 bis 30 cm aus dem Maul herausgestreckt werden kann. Dabei verschluckt es als „Beifang“ auch Teile des Insektenbaus und Steine von bis zu 9 mm Größe. Die Verweildauer der einzelnen Fressphasen ist sehr kurz und liegt bei durchschnittlich nur 40 Sekunden, was auf die Aggressivität der Beute beim Verteidigen des Baus zurückgeführt wird. Während des Fressens wird ein Ameisen- oder Termitenbau nicht vollständig zerstört, ein Tier kehrt vielmehr mehrfach hintereinander zurück.
Obwohl das Steppenschuppentier weitgehend nachtaktiv ist, verbringt es einen Teil der Nahrungsaufnahme auch tagsüber oder während der Dämmerung. Dies gilt vor allem für Jungtiere oder subadulte Individuen, eventuell dient dies auch um Nachstellungen durch nachtaktive Beutegreifer zu entgehen, da bei diesen das Schuppenkleid noch nicht vollständig ausgehärtet ist. Abhängig von der Verfügbarkeit der Nahrung verbringt ein Tier 7 bis 34 % seines Tagesbudgets mit Fressen, wobei die Dauer in Uferdickichten am kürzesten ist, während sie bei tagaktiven Individuen am längsten währt. Männliche Tiere legen für die Futtersuche täglich zwischen 200 und 3800 m zurück, weibliche zwischen 40 und 2200 m. Häufig lebt das Steppenschuppentier in der Nähe von Wasserquellen. Es gräbt aber auch kleine Löcher, um Regenwasser zu sammeln.

### Fortpflanzung
Die Paarungszeit ist wahrscheinlich nicht jahreszeitlich beschränkt, Geburten in freier Wildbahn wurden bisher nur selten beobachtet. Untersuchte Weibchen im Krüger-Nationalpark waren meist während der Trockenzeit trächtig. Der Geschlechtsakt dauert bis zu 30 Minuten, bei dem die Schwänze des weiblichen und männlichen Tieres miteinander verflochten sind. Möglicherweise geht diesem eine mehrtägige gemeinsame Aktivitätszeit voraus. Nach einer rund 140-tägigen Tragzeit bringt das Weibchen dann ein einzelnes Jungtier, selten auch Zwillinge zur Welt. Neugeborene sind zwischen 15 und 18 cm lang und wiegen 340 bis 425 g. Sie haben geöffnete Augen und noch weiche Schuppen, die erst in den ersten Lebenstagen verhärten. Die ersten Wochen verbringt das Neugeborene in einem Bau geschützt, danach und beim Wechseln des Baus reitet es auf der Schwanzwurzel der Mutter. In dieser frühen Phase schützt die Mutter ihr Junges bei Gefahr, indem sie sich um dieses einrollt. Mit rund vier bis fünf Wochen nimmt das Jungtier feste Nahrung zu sich, es verlässt dazu den Bau tagsüber meist unabhängig vom Muttertier und frisst zuerst in dessen unmittelbarer Nähe, später entfernt es sich immer weiter. Es wächst dabei relativ schnell und kann nach einem Jahr rund 3,5 kg wiegen. Ab diesem Gewicht wird es meist nicht mehr von der Mutter getragen. Die Entwöhnung findet nach rund vier Monaten statt. Weibchen können noch während der Aufzucht ihres Jungen wieder brünftig werden. Über die Lebenserwartung des Steppenschuppentiers in freier Wildbahn ist wenig bekannt.

### Fressfeinde und Feindverhalten

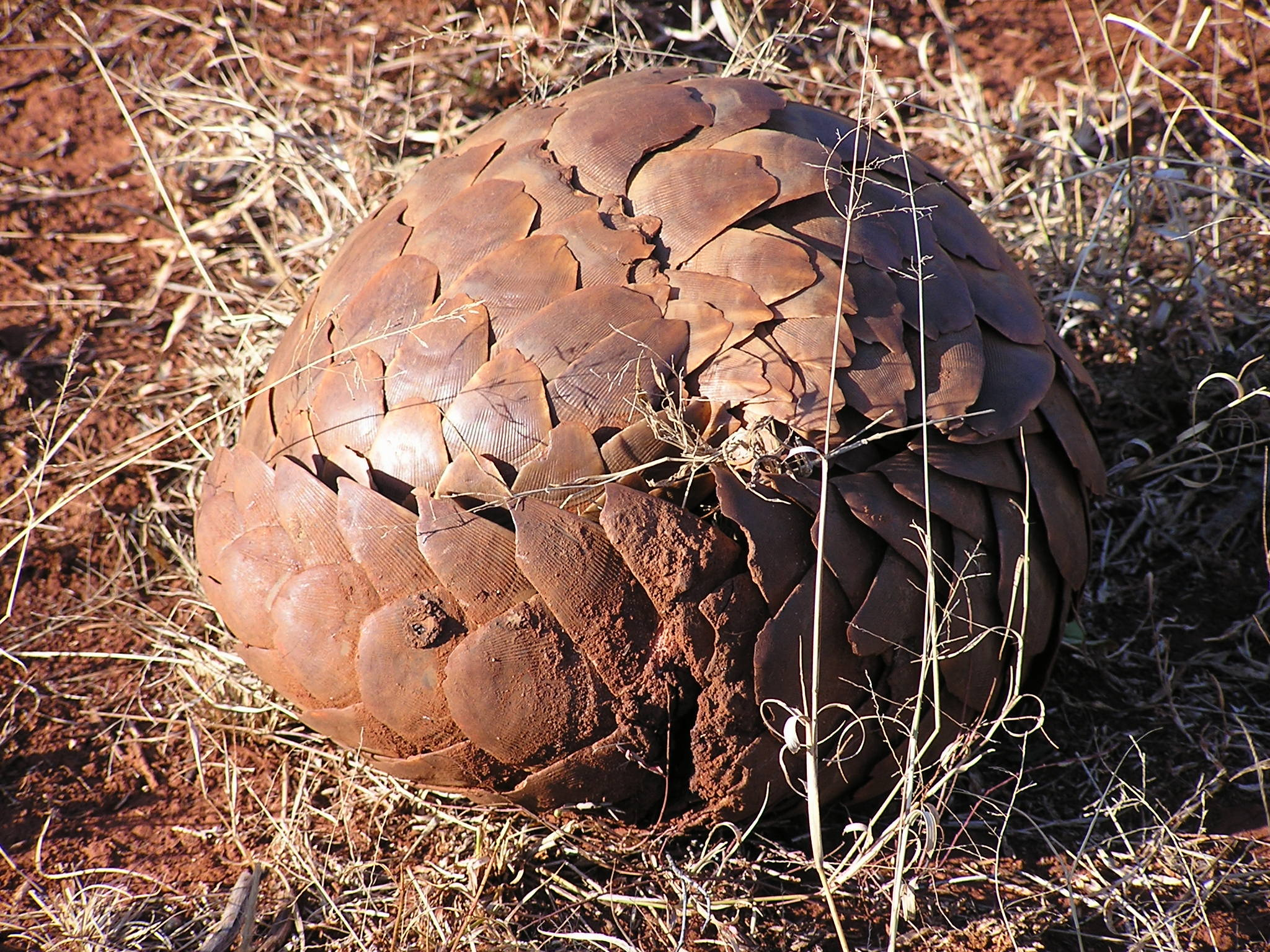
Eingerolltes Steppenschuppentier

Bedeutende Fressfeinde stellen der Löwe, der Leopard und die Tüpfelhyäne dar. Gelegentlich erbeutet auch der Honigdachs ein Steppenschuppentier, ebenso wie das Nilkrokodil. Bei aufziehender Gefahr bleibt ein Tier häufig unbewegt stehen und ist dadurch aufgrund der Schuppenfärbung kaum sichtbar. Bei sich nähernder Gefahr steckt es den Kopf durch die Hinterbeine und präsentiert die scharfen Schuppen als erste Abwehrreaktion. Unmittelbar bedroht rollt es sich vollständig zu einer Kugel zusammen und schützt die unbeschuppten Körperteile mit dem Schwanz. Aufmerksame oder alarmierte Tiere geben auch einen knurrartigen Laut von sich.

### Parasiten
Über Parasiten ist wenig bekannt. Zu den äußeren gehören Zecken der Gattungen Amblyomma und Ornithodorus, die oft in großer Anzahl auftreten. Weiterhin wurden Milben der Gattung Manitherionyssus nachgewiesen. Zur Linderung des Parasitenbefalls wälzt sich das Steppenschuppentier häufig in Schlamm oder Dung großer Pflanzenfresser.

## Systematik

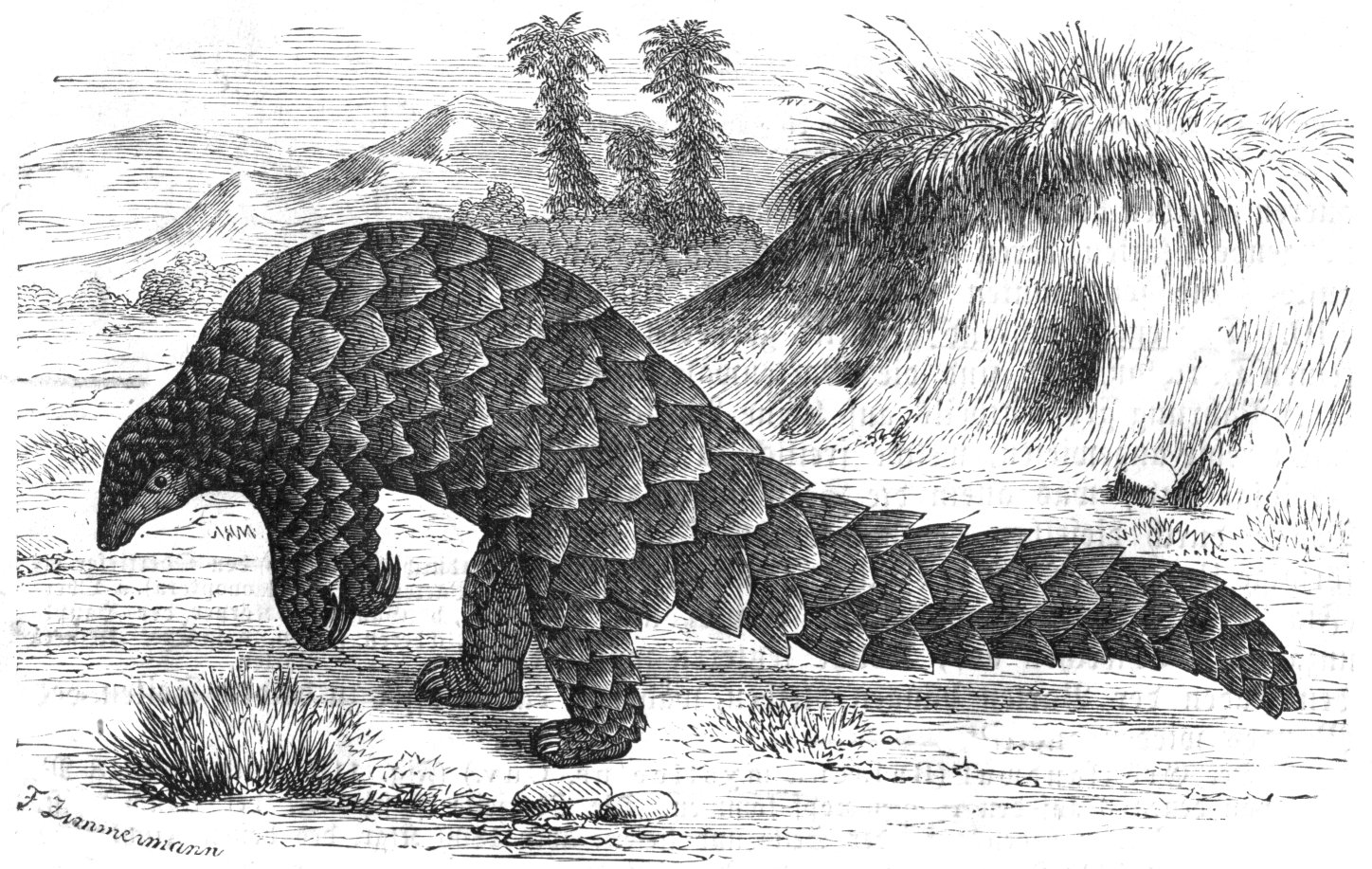
Historische Zeichnung des Steppenschuppentiers aus dem Jahr 1876

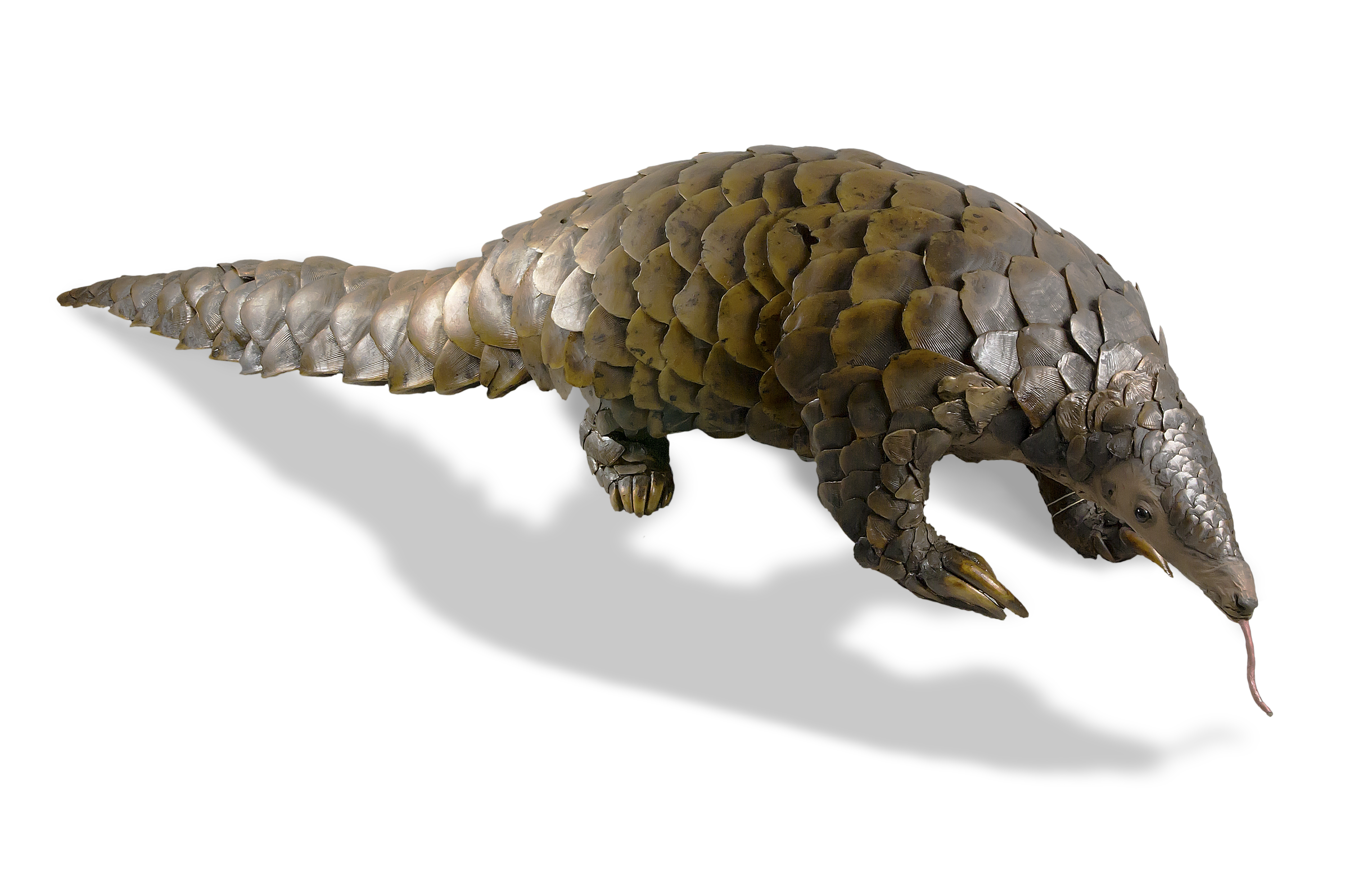
Steppenschuppentier

Das Steppenschuppentier ist eine Art aus der Gattung Smutsia, welche die bodenbewohnenden Schuppentiere Afrikas umfasst. Ihr wird mit dem Riesenschuppentier (Smutsia gigantea) noch eine weitere zugeordnet. Nach molekulargenetischen Analysen trennten sich die beiden Arten im Oberen Miozän vor etwa 9,8 Millionen Jahren voneinander ab. Smutsia wiederum gehört zur Unterfamilie der Smutsiinae als deren einziger Angehöriger und zur Familie der Schuppentiere (Manidae). Das Schwestertaxon der Smutsiinae stellen die Phatagininae dar. Diese vereinen mit der Gattung Phataginus die baumbewohnenden Schuppentiere Afrikas. Die asiatischen Schuppentiere, die innerhalb der Gattung Manis und der Unterfamilie der Maninae eingeordnet werden, sind als entferntere Verwandte aufzufassen. Die Schuppentiere bilden das rezent einzige Mitglied der Ordnung der Pholidota, diese sind somit monotypisch. Die Gruppe ist weitläufig mit den Raubtieren (Carnivora) verwandt, die Beziehung zueinander wurde aber erst durch genetische Untersuchungen ermittelt und abgesichert.
Es gibt aber auch andere Gliederungsversuche bei den Schuppentieren. Dabei wird die Gattung Manis, die hier die asiatischen Vertreter umfasst, häufig als einzige anerkannte Gattung der Schuppentiere angesehen. Die anderen Gattungen einschließlich Smutsia besitzen dann den Status von Untergattungen. Des Weiteren vertreten einige Forsche die Auffassung einer weitaus stärkeren Aufsplitterung der Schuppentiere. Hier werden dann die afrikanischen Arten zu insgesamt drei Gattungen verwiesen. Smutsia umfasst dabei ebenfalls die bodenbewohnenden Schuppentiere, die baumlebenden werden dann aber in die Gattungen Phataginus (Weißbauchschuppentier) und Uromanis (Langschwanzschuppentier) aufgeteilt. Die heute favorisierte Aufteilung der Familie der Schuppentiere in die drei Gattungen Manis, Phataginus und Smutsia wurde erstmals Ende der 1990er Jahre vorgeschlagen. Nachfolgende anatomische und phylogenetische Studien untermauerten diese Ansicht.
Es werden keine Unterarten des Steppenschuppentiers unterschieden. Fossilfunde sind äußerst rar. Aus der Nelson Bay Cave in Südafrika wurden von einigen Resten berichtet, die zwischen 12.000 und 18.000 Jahre alt sind, doch ist deren Zuweisung zum Steppenschuppentier heute unsicher.
Die wissenschaftliche Erstbeschreibung erfolgte im Jahr 1832 durch den südafrikanischen Zoologen Johannes Smuts unter der Bezeichnung Manis temminckii. Smuts untersuchte dabei ein Skelett mit Teilen des Schuppenpanzers, das damals im Rijksmuseum van Natuurlijke Historie in Leiden (heute Naturalis) aufbewahrt war. Das Holotyp-Exemplar stammte nach Smuts aus der Region Latukou nahe Kuruman in der heutigen südafrikanischen Provinz Nordkap, die heute als Typusgebiet für die Art angesehen wird. Die heute gültige Bezeichnung Smutsia temminckii stammt von John Edward Gray aus dem Jahr 1865. Der Artname temminckii ehrt den niederländischen Zoologen Coenraad Jacob Temminck, der damals als Direktor des Leidener Naturkundemuseums Johannes Smuts Zugang zur Sammlung gewährte.

## Bedrohung und Schutz
Das Steppenschuppentier wird regelmäßig bejagt. Das Fleisch gilt als Delikatesse und gelangt so als Bushmeat auf lokale Märkte. Andererseits werden den Schuppen und anderen Körperteilen Heilkräfte zugesprochen. Dadurch haben die Tiere Bedeutung in lokalen medizinischen Bräuchen, etwa dem muthi. In Tansania wird das Steppenschuppentier als Bwana mganga („Arzt“) bezeichnet, da für alle Körperteile eine bestimmte medizinische Wirksamkeit angenommen wird. Weiterhin gilt es als Glücks- und Regenbringer, zudem werden die Schuppen auch in traditionellen Gewändern und Schmuck verarbeitet. Eine immer größere Bedeutung nimmt der zunehmende internationale Handel ein, hauptsächlich nach Ost- und Südostasien, wo Schuppentiere besonders häufig in der Traditionellen Chinesischen Medizin Einsatz finden. Zwischen den Jahren 2000 und 2011 wurden im südlichen Afrika insgesamt 17 Steppenschuppentiere von Behörden konfisziert, in den Jahren 2012 und 2013 waren es über 60. Allein seit 2010 nimmt der Handel exponentiell zu. Die daraus resultierende, teils intensive Jagd auf die Tiere führte dazu, dass einzelne Populationen, etwa in den südafrikanischen Provinzen KwaZulu-Natal und Freistaat, zusammengebrochen sind. Die Schuppentierart unterliegt seit dem Jahr 2000 dem Washingtoner Artenschutz-Übereinkommen (CITES), dadurch ist jeglicher Handel mit den Tieren oder deren Körperteilen verboten (zero annual export quota des CITES).
Ein großer Bedrohungsfaktor für das Steppenschuppentier sind Elektrozäune, die zum Umzäunen privater Wildparks oder von Viehweiden aufgestellt werden. Berechnungen zufolge bestehen im südlichen Afrika innerhalb des Verbreitungsgebietes des Steppenschuppentiers Elektrozäune auf einer Länge von 13.220 km. Bei einer angenommenen Todesrate von 0,09 Steppenschuppentieren auf einem Kilometer pro Jahr (resultierend aus der Beobachtung von über 20 toten Tieren entlang des 93 km langen Zaunes der Kalahari Oryx Private Game Farm zwischen September 2009 und August 2012) ergibt dies rund 1190 getötete Schuppentiere jährlich. Andere Experten gehen aber von einer weitaus geringeren Todesrate aus, die bei etwa einem Drittel liegt. Weitere Gefahrenpotentiale stellen Verkehrsunfälle und Tellereisen dar, die im südlichen Afrika häufig zum Schutz von Weidetieren vor Beutegreifern ausgelegt werden. Hinzu kommt die Zerstörung des Lebensraumes durch die Ausbreitung menschlicher Siedlungen und wirtschaftlich genutzter Flächen.
Die IUCN listet das Steppenschuppentier aufgrund der genannten Bedrohungen als in seinem Bestand „gefährdet“ (vulnerable). Die Schuppentierart ist in zahlreichen Nationalparks und Reservaten vertreten und durch lokale Gesetzgebungen geschützt. Zu den weiteren Schutzmaßnahmen gehören vor allem Untersuchungen zur regionalen Populationsdichte, zur Bestimmung des gegenwärtigen Verbreitungsgebietes und zum Ausmaß des durch menschliche Einflüsse verursachten Rückgangs der Bestände und deren Abmilderung. Darüber hinaus müssen auch Erhebungen zum weltweiten Handel eingebunden werden.